# ジギトキシン
ジギトキシン（Digitoxin）は、強心配糖体の一つである。
細胞膜に存在するNa+/K+ATPaseを阻害することにより心筋細胞内のカルシウムイオン濃度を増加させ、心筋の収縮力を増大させる（陽性変力作用）。心不全、心房性不整脈患者に適用される。
ネコでの使用は一般的でなく、その利用は推奨されないことが多い。
カルシウム注射薬およびスキサメトニウムとの併用は禁忌。重大な副作用としてジギタリス中毒（強心配糖体を参照）。
アガサ・クリスティの死との約束ではジギタリスを用いた殺人が行われる。

## 歴史
ジギタリスを使用したとの記述は、1775年に遡るが、活性化合物は長い間単離されなかった。オスヴァルト・シュミーデベルクは1875年に純粋なサンプルを得ることができた。ジギトキシン分子の現代的利用法は、フランスの薬理学者クロード＝アドルフ・ナティベユ（1812-1889）の業績に拠る処が大きい。最初の分子構造解析はアドルフ・ヴィンダウスにより1925年に実施されたが、完全な構造解析と糖鎖の決定は1962年までなされなかった。